# Say Your Name/ENJIN
「Say Your Name / ENJIN」（セイユアネーム　エンジン）は、パフォーマンスユニット円神のファースト両A面シングルである。2021年2月10日にnonagon recordsより発売された。
「ENJIN」は2020年12月5日に配信シングルとして先行配信されている。

## 収録曲

### 通常版
1. Say Your Name (3:37)
作詞・作曲：tenyu fukaya, Kenichi Anraku, 阿部広太郎, Ryo Ito / 編曲：tenyu fukaya
2. ENJIN  (3:28)
作詞：阿部広太郎, Ryo Ito / 作曲：Andreas Carlsson, Erik Lidbom / 編曲:Erik Lidbom for Hitfire Production
3. We Go (3:03)
作詞・作曲：The Answer, alura, tenyu fukaya, 阿部広太郎, Ryo Ito / 編曲：The Answer

### 初回限定ソロ盤
メンバーが一人ずつジャケット写真になったCDで全9種類存在する。「We Go」が収録されていない。
1. Say Your Name
2. ENJIN

### ミュージックビデオ
- 「ENJIN」Fighting Music Video - YouTube（2020年12月5日公開）
- Say Your Name (Official Video)- YouTube（2021年2月10日公開）